# Den Europæiske Menneskerettighedsdomstol
Den Europæiske Menneskerettighedsdomstol ligger i Strasbourg. Den blev etableret i 1959 som en uafhængig institution i organisationen Europarådet. Domstolens afgørelser er bindende for Europarådets medlemsstater, og har gennem tiden fået stor indflydelse på udviklingen inden for menneskerettighedsområdet.
Den vurderer gennem et klagesystem om staterne efterlever menneskerettighederne, således som de er udformet i Den Europæiske Menneskeretskonvention (vedtaget af Europarådet i 1950). Som følge af den individuelle petitionsret har enhver borger i et medlemsland i princippet adgang til at få sin sag for menneskeretsdomstolen, hvis vedkommende har været offer for brud på konventionen. Betingelsen er dog, at klageren forinden har udtømt alle muligheder i det nationale retssystem.
Tyrkiet, Rusland og Italien er de lande, der oftest er blevet dømt for brud på konventionen ved domstolen.
I de seneste år har domstolen afsagt 7-900 domme om året. Domstolens officielle sprog er Engelsk og Fransk. 

## Dommere
Domstolen består af 47 faste dommere, én fra hvert medlemsland af Europarådet. Dommerne udpeges af Europarådets interparlamentariske forsamling ud fra en liste med tre kandidater indstillet af den enkelte medlemsstat. Europarådet har endvidere bestemt at kandidatlisten skal indeholde mindst én kandidat af hver køn. Dommerne udpeges for en ni-årig periode uden mulighed for genvalg. Tidligere blev dommerne udpeget for en syvårig periode med mulighed for genvalg én gang.
| Navn                        | Land                | Position          | Valgt | Udløb af mandat    |
| --------------------------- | ------------------- | ----------------- | ----- | ------------------ |
| Dean Spielmann              | Luxembourg          | Præsident         | 2004  | 31. oktober 2015   |
| Josep Casadevall            | Andorra             | Vicepræsident     | 1998  | 31. oktober 2015   |
| Guido RaimondiSkabelon:It   | Italien             | Vicepræsident     | 2010  | 4. maj 2019        |
| Ledig post                  | Letland             | -                 | -     | -                  |
| Stéphanie Mourou Vikström   | Monaco              | -                 | 2015  | 20. september 2024 |
| Mark Villiger               | Liechtenstein       | Sektionspræsident | 2006  | 31. august 2015    |
| Jon Fridrik Kjølbro         | Danmark             | Dommer            | 2014  |                    |
| Boštjan Zupančič            | Slovenien           | Dommer            | 1998  | 31. oktober 2015   |
| Elisabeth Steiner           | Østrig              | Dommer            | 2001  | 31. oktober 2015   |
| Ledig post                  | Armenien            | -                 | -     | -                  |
| Khanlar Hajiyev             | Aserbajdsjan        | Dommer            | 2004  | 31. oktober 2015   |
| Ján Šikuta                  | Slovakiet           | Dommer            | 2004  | 31. oktober 2013   |
| Dragoljub Popović           | Serbien             | Dommer            | 2005  | 3. april 2014      |
| Päivi Hirvelä               | Finland             | Dommer            | 2007  | 31. december 2015  |
| George Nicolaou             | Cypern              | Dommer            | 2008  | 16. september 2015 |
| Luis López Guerra           | Spanien             | Dommer            | 2008  | 31. januar 2017    |
| András Sajó                 | Ungarn              | Dommer            | 2008  | 31. januar 2017    |
| Mirjana Lazarova Trajkovska | Makedonien          | Dommer            | 2008  | 31. januar 2017    |
| Ledi Bianku                 | Albanien            | Dommer            | 2008  | 31. januar 2017    |
| Nona Tsotsoria              | Georgien            | Dommer            | 2008  | 31. januar 2017    |
| Ledig post                  | Irland              | …                 | …     | …                  |
| Zdravka Kalaydjieva         | Bulgarien           | Dommer            | 2008  | 30. april 2017     |
| Ayşe Işıl Karakaş           | Tyrkiet             | Sektionspræsident | 2008  | 30. april 2017     |
| Nebojša Vučinić             | Montenegro          | Dommer            | 2008  | 26. august 2017    |
| Kristina Pardalos           | San Marino          | Dommer            | 2009  | 20. september 2018 |
| Ganna Yudkivska             | Ukraine             | Dommer            | 2010  | 14. juni 2019      |
| Vincent De Gaetano          | Malta               | Dommer            | 2010  | 19. september 2019 |
| Angelika Nußberger          | Tyskland            | Dommer            | 2011  | 31. december 2019  |
| Julia Laffranque            | Estland             | Dommer            | 2011  | 3. januar 2020     |
| Paulo Pinto de Albuquerque  | Portugal            | Dommer            | 2011  | 1. april 2020      |
| Linos-Alexandre Sicilianos  | Grækenland          | Dommer            | 2011  | 18. januar 2020    |
| Erik Møse                   | Norge               | Dommer            | 2011  | 9. oktober 2020    |
| Helen Keller                | Svejts              | Dommer            | 2011  | 4. oktober 2020    |
| André Potocki               | Frankrig            | Dommer            | 2011  | 21. juni 2020      |
| Paul Lemmens                | Belgien             | Dommer            | 2012  | 13. september 2021 |
| Helena Jäderblom            | Sverige             | Dommer            | 2012  | 31. oktober 2021   |
| Paul Mahony                 | Storbritannien      | Dommer            | 2012  | 1. november 2021   |
| Aleš Pejchal                | Tjekkiet            | Dommer            | 2012  | 1. november 2021   |
| Johannis Silvis             | Holland             | Dommer            | 2012  | 1. november 2021   |
| Krzysztof Wojtyczek         | Polen               | Dommer            | 2012  | 1. november 2021   |
| Valeriu Gritco              | Moldavien           | Dommer            | 2012  | 1. november 2020   |
| Faris Vehabović             | Bosnien-Hercegovina | Dommer            | 2012  | 3. december 2020   |
| Ksenija Turković            | Kroatien            | Dommer            | 2012  | 31. oktober 2021   |
| Dmitry Dedov                | Rusland             | Dommer            | 2013  | 31. oktober 2022   |
| Egidijus Kūris              | Litauen             | Dommer            | 2013  | 31. oktober 2022   |
| Robert R Spano              | Island              | Dommer            | 2013  | 30. oktober 2022   |
| Iulia Motoc                 | Rumænien            | Dommer            | 2013  | 18. december 2022  |